# Pagny-la-Ville
Pagny-la-Ville és un municipi francès, situat al departament de la Costa d'Or i a la regió de Borgonya - Franc Comtat. L'any 2007 tenia 418 habitants.

## Demografia

### Població
El 2007 la població de fet de Pagny-la-Ville era de 418 persones. Hi havia 170 famílies, de les quals 40 eren unipersonals (24 homes vivint sols i 16 dones vivint soles), 59 parelles sense fills, 63 parelles amb fills i 8 famílies monoparentals amb fills.

La població ha evolucionat segons el següent gràfic:

### Habitatges
El 2007 hi havia 232 habitatges, 172 eren l'habitatge principal de la família, 49 eren segones residències i 10 estaven desocupats. 218 eren cases i 14 eren apartaments. Dels 172 habitatges principals, 139 estaven ocupats pels seus propietaris i 34 estaven llogats i ocupats pels llogaters; 7 tenien dues cambres, 34 en tenien tres, 55 en tenien quatre i 76 en tenien cinc o més. 89 habitatges disposaven pel capbaix d'una plaça de pàrquing. A 73 habitatges hi havia un automòbil i a 85 n'hi havia dos o més.

### Piràmide de població
La piràmide de població per edats i sexe el 2009 era:
| Homes | Edats   | Dones |
| ----- | ------- | ----- |
| 0     | 95 o +  | 0     |
| 0     | 90 a 94 | 4     |
| 4     | 85 a 89 | 4     |
| 0     | 80 a 84 | 0     |
| 12    | 75 a 79 | 8     |
| 8     | 70 a 74 | 8     |
| 12    | 65 a 69 | 12    |
| 16    | 60 a 64 | 4     |
| 12    | 55 a 59 | 16    |
| 4     | 50 a 54 | 8     |
| 24    | 45 a 49 | 16    |
| 8     | 40 a 44 | 20    |
| 16    | 35 a 39 | 12    |
| 16    | 30 a 34 | 12    |
| 0     | 25 a 29 | 8     |
| 12    | 20 a 24 | 4     |
| 8     | 15 a 19 | 16    |
| 20    | 10 a 14 | 16    |
| 28    | 5 a 9   | 4     |
| 12    | 0 a 4   | 0     |

## Economia
El 2007 la població en edat de treballar era de 263 persones, 187 eren actives i 76 eren inactives. De les 187 persones actives 166 estaven ocupades (94 homes i 72 dones) i 21 estaven aturades (5 homes i 16 dones). De les 76 persones inactives 26 estaven jubilades, 18 estaven estudiant i 32 estaven classificades com a «altres inactius».

### Ingressos
El 2009 a Pagny-la-Ville hi havia 166 unitats fiscals que integraven 394 persones, la mediana anual d'ingressos fiscals per persona era de 15.791 €.

### Activitats econòmiques
Dels 12 establiments que hi havia el 2007, 3 eren d'empreses de construcció, 4 d'empreses de comerç i reparació d'automòbils, 1 d'una empresa de transport, 1 d'una empresa immobiliària, 2 d'empreses de serveis i 1 d'una entitat de l'administració pública. Dels 2 establiments de servei als particulars que hi havia el 2009, 1 era un taller de reparació d'automòbils i de material agrícola i 1 empresa de construcció. L'únic establiment comercial que hi havia el 2009 era una carnisseria.

## Equipaments sanitaris i escolars
El 2009 hi havia una escola elemental integrada dins d'un grup escolar amb les comunes properes formant una escola dispersa.

## Béns culturals

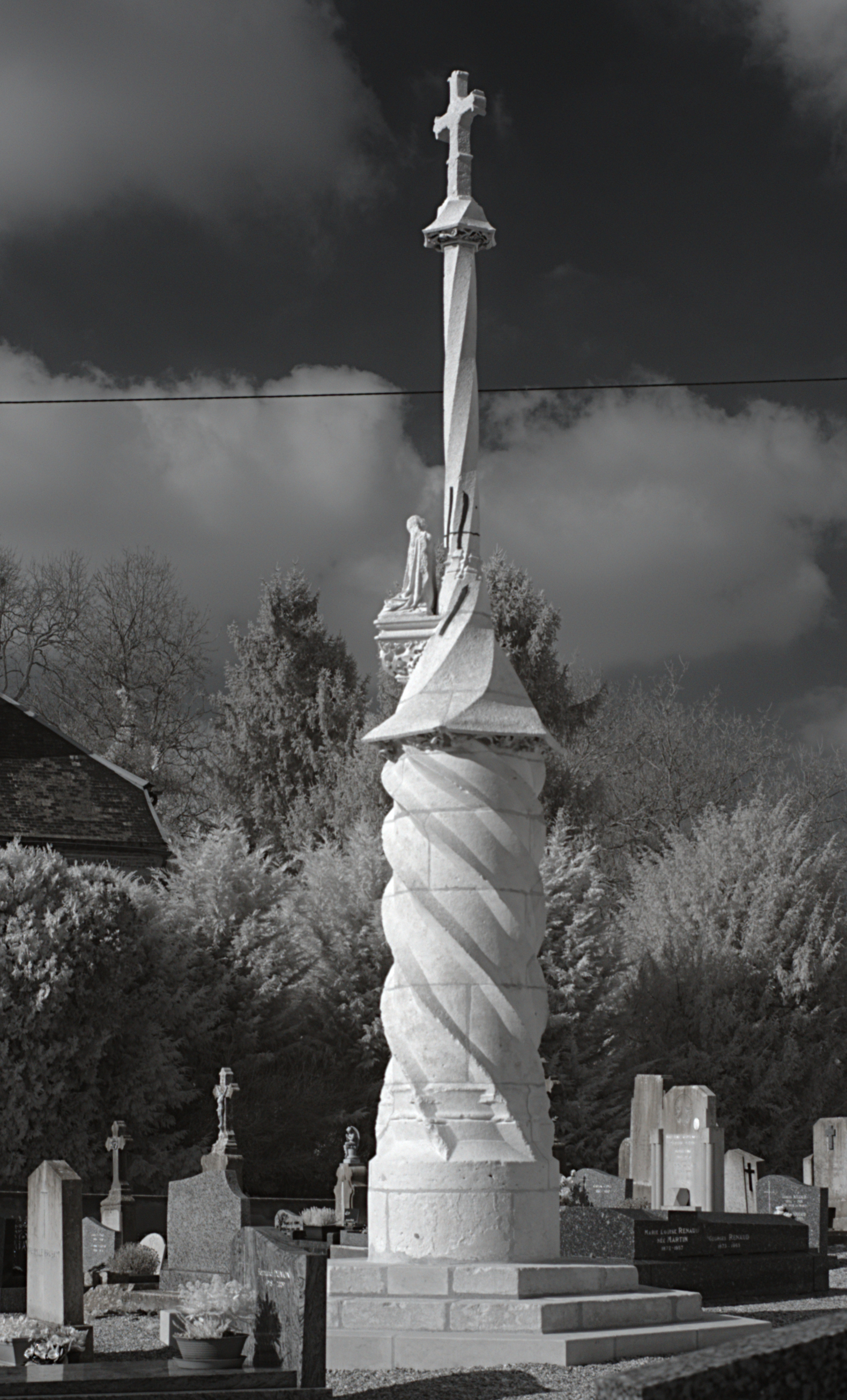
Vista infraroja de la creu de cementiri.

El municipi té un edifici catalogat monument històric, la creu de cementiri. El basament, la columna, el fust i la decoració esculpida foren edificats al termini del segle 15. La creu fou restaurada el segle xix. Uns quants fan part de la base de dades Merimée del Ministeri de Cultura francès: 
- Església Sant Leodegari;[10]
- Ajuntament, escola;[11]
- Presbiteri;[12]
- Tres masies;
- Dues cases;
- Casalici.[13]

## Poblacions més properes
El següent diagrama mostra les poblacions més properes.